# Norges statsminister i Stockholm

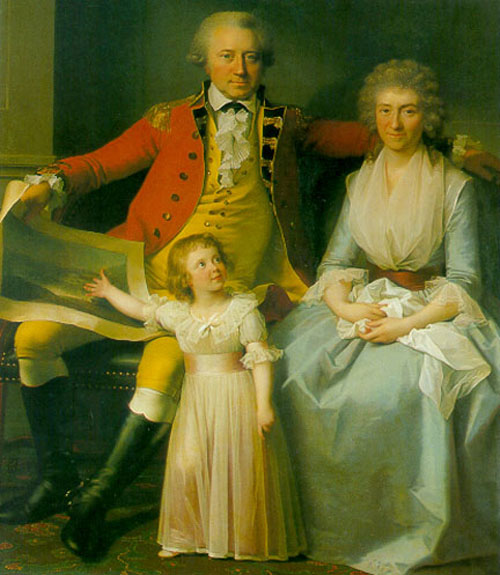
Peder Anker var Norges statsminister 1814-1822

Norges statsminister var titeln på ett norskt statsrådsämbete mellan 1814 och 1905 i den svensk-norska unionen, och efter 1873 med tillägget Norges statsminister i Stockholm för att åtskilja denne från den norska regeringschefen i Kristiania som vid det laget också fått titel som statsminister.

## Historik
Efter att unionen med Sverige trätt i kraft 1814 delades det norska statsrådet i två avdelningar, en avdelning i Kristiania och en i Stockholm. I Norges grundlag, paragraf 15, föreskrevs det: "Hos Kongen forbliver stedse, under hans Ophold i Sverige, den ene Statsminister og tvende af Statsraadets Medlemmer, hvilke sidste aarligen omskifte." Vidare stadgade Riksakten om att sammansatt statsråd skulle hållas när frågor som rörde bägge rikena behandlades i svenskt eller norskt statsråd.
Sammansatt statsråd hölls normalt sett i Stockholm eftersom kungen residerade där, och den norska statsrådsdelegation hade sina kvarter i Norska Ministerhotellet på Blasieholmen. Norges statsminister var ledare för den norska statsrådsdelegationen, men detta uppdrag som statsminister innebar inte en roll som regeringschef. Chef för den norska regeringen i Oslo var istället riksståthållaren som var en kunglig ämbetsman av svensk eller norsk nationalitet, vilken biträddes av ett norskt førstestatsråd. När kungen höll konselj i Oslo, ställdes ståthållaren åt sidan och monarken var statsrådets ordförande. Dessutom kunde kronprinsen eller dennes äldste son utses till Norges vicekung och var då ordförande i statsrådet när kungen inte var närvarande, men eftersom denna post stipulerade att vicekungen också skulle bo i Norge var den endast sporadiskt tillsatt.
Efter att ämbetet som riksståthållare avskaffats 1873 inrättades ytterligare en post som statsminister vilken i Kristiania var ordförande vid möte i statsråd, medan statsministern i Stockholm deltog i konselj under kungens ledning, det vill säga Konungen i statsråd.
Förutom de två statsministrarna i Oslo och Stockholm, som var medlemmar av det norska statsrådet, fanns det inom unionen fram till 1876 även en justitiestatsminister och en utrikesstatsminister i det svenska statsrådet. Den svenske utrikesstatsministern var den minister som ansvarade för utrikes relationer för både Sverige och Norge, och någon motsvarighet inom det norska statsrådet fanns inte. En svensk post som regeringschef inrättas 1876 med titeln statsminister varvid de andra statsministertitlarna i det svenska statsrådet försvinner. Utrikesministern har kvar sin roll fram till unionsupplösningen 1905, men kallas hädanefter ministern för utrikes ärenden.

## Lista över innehavare
- Peder Anker (1814-1822)
- Mathias Sommerhielm (1822-1827)
- Poul Christian Holst (1827)
- Jørgen Herman Vogt (1827-1828)
- Severin Løvenskiold (1828-1841)
- Frederik Due (1841-1858)
- Georg Sibbern (1858-1871)
- Otto Richard Kierulf (1871-1884)
- Wolfgang Wenzel Haffner (1884)
- Carl Otto Løvenskiold (1884)
- Ole Jørgensen Richter (1884-1888)
- Jacob Stang (1888-1889)
- Gregers Gram (1889-1891)
- Otto Blehr (1891-1893)
- Gregers Gram (1893-1898)
- Otto Blehr (1898-1902)
- Ole Anton Qvam (1902-1903)
- Sigurd Ibsen (1903-1905)
- Jørgen Løvland (1905)